# Municipio de Fawn Creek
El municipio de Fawn Creek (en inglés: Fawn Creek Township) es un municipio ubicado en el condado de Montgomery en el estado estadounidense de Kansas. En el año 2010 tenía una población de 2025 habitantes y una densidad poblacional de 11,33 personas por km².

## Geografía
El municipio de Fawn Creek se encuentra ubicado en las coordenadas 37°3′28″N 95°45′4″O / 37.05778, -95.75111. Según la Oficina del Censo de los Estados Unidos, el municipio tiene una superficie total de 178.7 km², de la cual 178.59 km² corresponden a tierra firme y (0.06%) 0.11 km² es agua.

## Demografía
Según el censo de 2010, había 2025 personas residiendo en el municipio de Fawn Creek. La densidad de población era de 11,33 hab./km². De los 2025 habitantes, el municipio de Fawn Creek estaba compuesto por el 87.8% blancos, el 0.84% eran afroamericanos, el 4.35% eran amerindios, el 0.2% eran asiáticos, el 0.05% eran isleños del Pacífico, el 0.2% eran de otras razas y el 6.57% pertenecían a dos o más razas. Del total de la población el 1.98% eran hispanos o latinos de cualquier raza.